# Apusenigebergte

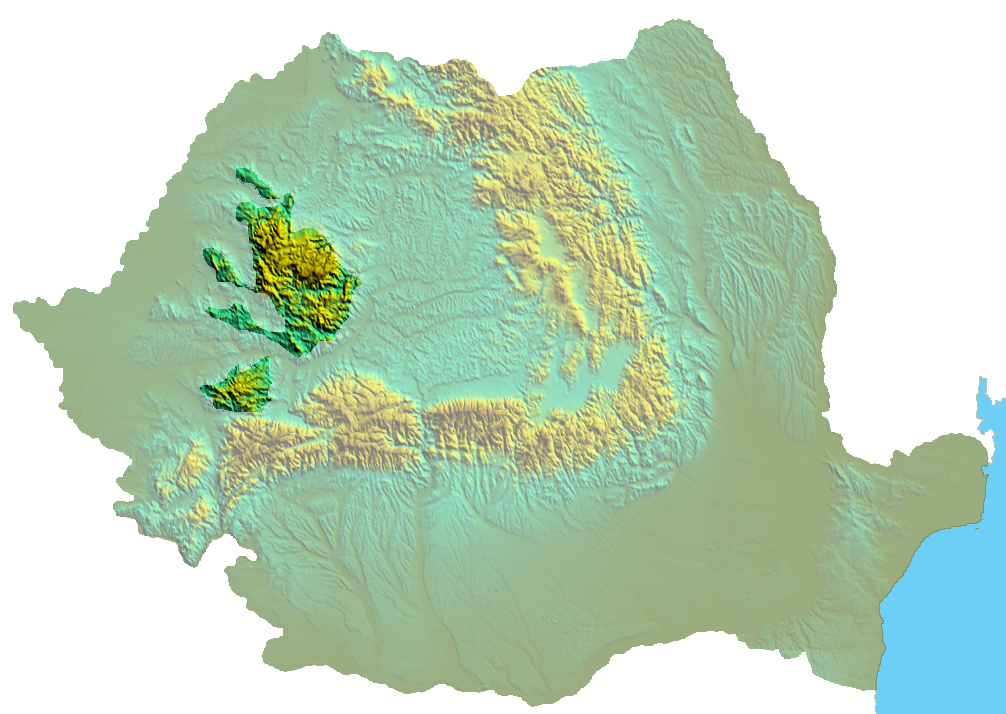
De Zevenburgse Westelijke Karpaten (Apusenibergen - de bovenste)

Het Apusenigebergte (Roemeens: Munții Apuseni, Hongaars: Erdelyi-szigethegység) is een bergketen en natuurpark in Transsylvanië in Roemenië, die behoort tot de Westelijke Karpaten, ook wel Occidentali in het Roemeens. Letterlijk vertaald uit het Roemeens betekent de naam bergen "van de zonsondergang" of "westerse". De Hongaarse naam betekent: Transsylvaans Eilandgebergte.
Met 1849 meter is "Cucurbăta Mare" (Hongaars: Nagy-Bihar) in het Bihorgebergte de hoogste top. Het Apusenigebergte heeft ongeveer 400 grotten.
Het gebergte vormde in het verleden de natuurlijke westgrens van het vorstendom Transsylvanië. Verder is het gebergte het woongebied van de Motzen, de etnisch Roemeense bewoners van de regio Țara Moților.
Ten noorden van de bergen van Vladeasa en Gilau ligt de etnografische regio Kalotaszeg die eeuwenlang al wordt bewoond door etnische Hongaren. (Zie Hongaarse minderheid in Roemenië)

## Gebergtegroepen
- Bihorgebergte
- Meseșgebergte
- Muntele Mare
- Pădurea Craiului-gebergte
- Seşgebergte
- Trascăugebergte
- Zarandgebergte
- Zevenburgs Ertsgebergte (Roemeens: Munții Metaliferi)